# Пфафф, Вольдемар Богданович
Вольдемар Богданович (Эммануилович) Пфафф (Пфаф) (нем. Waldemar Pfaff, 1834 — после 1874) — российский осетиновед, юрист, библиотековед и педагог немецкого происхождения. По оценке Л. А. Чибирова, «первый профессиональный этнограф-осетиновед».

## Биография
Учился на историко-этнологическом отделении Лейпцигского университета, где в 1858 году получил степень доктора права. Будучи саксонским подданным, переехал в Россию, где в 1859—1863 годах работал в петербургской Императорской публичной библиотеке. По оценке библиографа В. Н. Фойницкого его «Систематический каталог книг на русском языке Императорской публичной библиотеки по части правоведения, политических и статистических наук» «явился одним из лучших и значительнейших достижений русской отраслевой библиографии 2-й половины XIX века» и не потерял своего значения и в XX веке. Одновременно с работой в библиотеке печатал статьи в журнале «Юридический вестник», и в 1862 году получил степень кандидата правоведения на юридическом факультете Дерптского университета.
В 1864 году служил в Сенате помощником секретаря. В 1866 году попытался получить место преподавателя в одесском Новороссийском университете, для чего за свой счёт опубликовал диссертацию «О формальных договорах древнего римского права», однако успеха не добился: университет отказал в присвоении звания приват-доцента и чтении лекций. Во второй половине 1860-х годов преподавал латинский язык в Керченской Александровской гимназии, при этом по воспоминаниям гимназиста Л. А. Тихомирова качество преподавания Пфафа было не слишком высоким из-за недостаточного владения русским языком.
В 1869—1871 годах преподавал историю, географию и немецкий язык во Владикавказском реальном училище. Здесь он увлёкся изучением истории и этнографии осетинского народа, став одним из основоположников осетиноведения как науки. При этом не ограничиваясь теоретическими изысканиями, совершил три продолжительные экспедиции по горным районам Кавказа. Собранный Пфафом материал (описания быта, сведения о судопроизводстве, местные легенды) историк Л. А. Чибиров посчитал исключительно ценным, в том числе «и потому, что это было время после присоединения Осетии к России, когда еще не произошло массовое переселение горцев на равнину и патриархально-родовой уклад осетин-горцев оставался еще практически не тронутым цивилизацией».
С 1871 года был педагогом в Тифлисской городской прогимназии. В это же время был избран действительным членом Кавказского отделения Императорского русского географического общества. В 1873 году был помощником мирового судьи в Кутаисской губернии. Будучи в состоянии умопомрачения, сжёг следственные дела, после чего был помещён в Кутаисский военный госпиталь. После 1874 года судьба учёного неизвестна.